# Pel-et-Der
 Pel-et-Der  es una población y comuna francesa, en la región de Champaña-Ardenas, departamento de Aube, en el distrito de Bar-sur-Aube y cantón de Brienne-le-Château.

## Demografía
| 192 | 176 | 161 | 146 | 138 | 141 |
| Para los censos de 1962 a 1999 la población legal corresponde a la población sin duplicidades (Fuente: INSEE [Consultar]) |     |     |     |     |     |